# Житовань
Житовань (пол. Żytowań, нім. Seitwann) — село в Польщі, у гміні Ґубін Кросненського повіту Любуського воєводства.
Населення — 121 особа (2011).
У 1975-1998 роках село належало до Зеленогурського воєводства.

## Демографія
Демографічна структура станом на 31 березня 2011 року:
|          | Загалом | Допрацездатний вік | Працездатний вік | Постпрацездатний вік |
| -------- | ------- | ------------------ | ---------------- | -------------------- |
| Чоловіки | 66      | 10                 | 49               | 7                    |
| Жінки    | 55      | 10                 | 36               | 9                    |
| Разом    | 121     | 20                 | 85               | 16                   |